# Lê Ngọc Hải
Lê Ngọc Hải  (sinh 1970) là một Thiếu tướng Quân đội nhân dân Việt Nam. Ông hiện là Tư lệnh Quân khu 5. Ông cũng hiện đang giữ vai trò chính khách, Đại biểu Quốc hội Việt Nam khóa XV nhiệm kì 2021-2026, thuộc đoàn Đại biểu Quốc hội tỉnh Đăklăk, Ủy viên Ủy ban Tư pháp của Quốc hội.

## Xuất thân
Ông sinh ngày 7 tháng 2 năm 1970, Ngày vào Đảng 25/5/1992
Quê quán ở xã Quế Phú, huyện Quế Sơn, tỉnh Quảng Nam.
Nơi ở hiện nay: khối phố Hòa Thanh, phường Tân An, thành phố Hội An, tỉnh Quảng Nam

## Binh nghiệp
Sau khi tốt nghiệp Trung học Phổ thông tại Quảng Nam, ông nhập ngũ và theo học Đại học Quân sự. Ông gia nhập Đảng Cộng sản Việt Nam ngày 25 tháng 5 năm 1992.
Tháng 2 năm 1989, Chiến sĩ Tiểu đoàn 91, Bộ CHQS tỉnh Quảng Nam - Đà Nẵng
Tháng 6 năm 1989, Chiến sĩ Đại đội Cảnh vệ, Phòng Tham mưu, Bộ CHQS tỉnh Quảng Nam - Đà Nẵng
Tháng 3 năm 1991, Học viên dự khóa Trường sĩ quan Lục quân 2
Tháng 3 năm 1992, Học viên đào tạo sĩ quan chỉ huy hỏa khí đi cùng, Trường sĩ quan Lục quân 2
Tháng 9 năm 1995, Trung đội trưởng Đại đội 1, Tiểu đoàn 79, Bộ CHQS tỉnh Quảng Nam - Đà Nẵng
Tháng 12 năm 1996, Trung đội trưởng Đại đội Cảnh vệ, Phòng Tham mưu, Bộ CHQS tỉnh Quảng Nam
Tháng 7 năm 1997, Trung đội trưởng Đại đội 1, Tiểu đoàn 72, Bộ CHQS tỉnh Quảng Nam
Tháng 6 năm 1998, Phó Đại đội trưởng Đại đội 1, Tiểu đoàn 72, Bộ CHQS tỉnh Quảng Nam
Tháng 3 năm 2000, Trợ lý Tác huấn, Phòng Tham mưu, Bộ CHQS tỉnh Quảng Nam
Tháng 6 năm 2001, Đại đội trưởng Đại đội 3, Tiểu đoàn 72, Bộ CHQS tỉnh Quảng Nam
Tháng 9 năm 2001, Học viên đào tạo hoàn thiện Đại học BCHT, Trường sĩ quan Lục quân 2
Tháng 2 năm 2003, Trợ lý Tác huấn, Phòng Tham mưu, Bộ CHQS tỉnh Quảng Nam
Tháng 8 năm 2004, Tiểu đoàn trưởng Tiểu đoàn 70, Bộ CHQS tỉnh Quảng Nam
Tháng 9 năm 2007, Học viên đào tạo CH - TM cấp Trung đoàn, Học viện Lục quân
Tháng 8 năm 2008, Phó Chỉ huy trưởng kiêm TMT Ban CHQS huyện Nông Sơn, Bộ CHQS tỉnh Quảng Nam
Tháng 5 năm 2009, Phó Chỉ huy trưởng kiêm TMT Ban CHQS huyện Quế Sơn, Bộ CHQS tỉnh Quảng Nam
Tháng 3 năm 2010, Chỉ huy trưởng Ban CHQS huyện Quế Sơn, Bộ CHQS tỉnh Quảng Nam
Tháng 11 năm 2011, Trung đoàn trưởng Trung đoàn 143, Sư đoàn 315, Quân khu 5
Tháng 7 năm 2012, Phó Tham mưu trưởng Sư đoàn 315, Quân khu 5
Tháng 1 năm 2013, Phó Sư đoàn trưởng Sư đoàn 315, Quân khu 5
Tháng 1 năm 2014, Phó Chỉ huy Trưởng Bộ Chỉ huy Quân sự tỉnh Quảng Nam.
Tháng 6 năm 2015, ông được bổ nhiệm giữ chức Chỉ huy Trưởng Bộ Chỉ huy Quân sự tỉnh Quảng Nam.
Tháng 5 năm 2016, ông được đề cử ứng cử đại biểu Quốc hội Việt Nam khóa XIV. Trong lần đầu ứng cử, ông đắc cử Đại biểu Quốc hội ở Đoàn ĐBQH Quảng Nam với tỷ lệ trúng cử: 71,81%. Trong kỳ họp Quốc hội khóa XIV lần thứ nhất, ông được bầu làm Ủy viên Ủy ban Tư pháp của Quốc hội.
Từ tháng 9 năm 2017 đến tháng 8 năm 2018, ông tham gia đào tạo cán bộ cấp chiến lược, chiến dịch tại Học viện Quốc phòng.
Tháng 6 năm 2018, ông được điều động, bổ nhiệm giữ chức Phó Tham mưu trưởng Quân khu 5.
Tháng 11 năm 2018, ông được giữ chức Quyền Tham mưu trưởng Quân khu 5
Ngày 02 tháng 4 năm 2019, ông được bổ nhiệm làm Phó Tư lệnh kiêm Tham mưu trưởng Quân khu 5.
Từ ngày 06 tháng 8 đến ngày 28 tháng 10 năm 2019, ông tham gia Lớp bồi dưỡng kiến thức mới cho cán bộ quy hoạch cấp chiến lược khóa XIII của Đảng tại Học viện Chính trị quốc gia Hồ Chí Minh
Tháng 10 năm 2021, ông tái đắc cử đại biểu Quốc hội Việt Nam khóa XV với tỷ lệ trúng cử: 86,35% thuộc Đoàn đại biểu Quốc hội tỉnh Đắk Lắk.
Tháng 10/2021 ông được chủ tịch nước thăng quân hàm thiếu tướng.
Tại Quyết định số 386/QĐ-TTg, Thủ tướng Chính phủ bổ nhiệm đồng chí Thiếu tướng Lê Ngọc Hải, Phó Tư lệnh kiêm Tham mưu trưởng Quân khu 5, Bộ Quốc phòng giữ chức Tư lệnh Quân khu 5, Bộ Quốc phòng. Quyết định trên có hiệu lực kể từ ngày 24/2/2025.